# Tô Ma Lạt Cô
Tô Ma Lạt Cô (chữ Hán: 苏麻喇姑, bính âm: Sumalagu; ? - 24 tháng 10 năm 1705) là một Thị nữ hầu hạ thân cận của Hiếu Trang Văn Hoàng hậu. Dù không phải là người hoàng tộc, nhưng bà lại được Hoàng đế kính xưng bằng danh hiệu Cách cách, được đặc cách an táng theo lễ Tần tại Thanh Đông lăng, là một trong những trường hợp hiếm hoi trong lịch sử nhà Thanh. Trong văn hóa, hình tượng của bà được khắc họa trong bộ phim "Tô Mạt Nhi truyền kỳ" của Trung Quốc.

## Tiểu sử
Nguyên tên bà trong tiếng Mông Cổ là Sumal (Tô Mặc Nhi; 苏墨儿), là tên gọi một loại túi lớn đựng đồ vật đặt trên lưng ngựa của các mục dân Mông Cổ. Tên này phản ánh truyền thống của mục dân Mông Cổ đặt tên con theo các vật dụng đầu tiên họ nhìn thấy hoặc nghĩ đến. Trong Mãn văn, tên gọi "Sumala" cũng có ý nghĩa gần tương đồng.
Xuất thân của bà tương đối mơ hồ, là một dân thường của bộ Khoa Nhĩ Thấm của Mông Cổ, song lại rất giỏi về văn tự. Từ thời Hoàng Thái Cực, Tô Ma Lạt Cô đã tham gia vào việc định chế áo mũ trong nội đình. Sách Khiếu đình tạp lục (啸亭杂录) của Chiêu Liên - một hậu duệ Lễ vương Đại Thiện cũng có đề cập qua. Cùng với vai trò như bảo mẫu, Tô Ma Lạt Cô gần gũi và trở thành thầy dạy lúc ban đầu của 2 đời Hoàng đế nhà Thanh là Thuận Trị Đế và Khang Hi Đế. Lúc về già, bà là người nuôi dạy cho Hoàng tử thứ 12 của Khang Hi Đế là Dận Đào. Trong cung, bà thường được gọi là Ngạch niết hay Cách cách.
Năm Khang Hi thứ 44 (1705), ngày 7 tháng 9 (âm lịch), Tô Ma Lạt Cô qua đời, thọ hơn 90 tuổi, được dùng tang lễ bậc Tần mà an táng. Mộ phần của bà ở khu vực hướng Đông Nam ngoài Phong thủy tường (风水墙) của Thanh Đông lăng.

## Tương quan
Theo chuyên gia Mãn văn là Quất Huyền Nhã (橘玄雅), nói về Tô Ma Lạt Cô, bà là Thị nữ của Hiếu Trang Thái hậu là không sai, nhưng cái khái niệm thân phận của bà ta so với Thị nữ thông thường là hoàn toàn khác nhau. Án theo quy chế cung đình thời Thanh sơ, phân chia thân phận “Chủ-tớ” đều dựa vào hai dạng cơ bản, là được Xuyên lụa (穿缎; nghĩa là “Mặc áo vải lụa”) hay được Xuyên bố (穿布; nghĩa là “Mặc áo vải bố”), mà Tô Ma Lạt Cô này ở hàng đãi ngộ mặc lụa, thuộc về phạm trù chủ tử.
Các vị như Tô Ma Lạt Cô không chỉ có riêng cung phân, mà còn có Thị nữ riêng bên cạnh. Cho nên nói, Tô Ma Lạt Cô không phải là một Thị nữ “tay chân lấm bùn” như mọi người hay nghĩ. Mặt khác, Tô Ma Lạt Cô là một “Phụ sai” (妇差) cao cấp, địa vị trong cung thuộc hàng thượng đẳng, khi ấy tôn ti cung đình nhà Thanh dựa vào mặc lụa hay mặc bố, thì số trang phục lụa cấp cho Tô Ma Lạt Cô nếu so với Thái hậu tuy là kém, nhưng so với Nội đình chủ vị có khi còn hơn, bà thuộc phạm trù không phải Nội đình chủ vị, nhưng đến Nội đình chủ vị còn phải nể nang. Đồng thời cũng nên chỉ ra chính là, ngoài Tô Ma Lạt Cô còn có tới mấy vị nữa, đãi ngộ Tô Ma Lạt Cô tuy cao nhưng cũng không xem là “Đứng đầu”, cho nên cái gì mà “dùng lễ của Tần an táng”, xét vào cái chế độ cung đình khi ấy, cũng không xem là quá đặc biệt, mà là một đãi ngộ tất nhiên.

## Đánh giá
| “                                                                                      | 苏麻喇姑是清初历史上一位罕见的特殊人物，一生与清皇室有着不解之缘。她的身份仅仅是一名侍女，却被皇室成员视为至亲，宛如家人；她在宫中的名份并不算高，与皇室也不存在亲缘关系，死后却被葬以嫔礼，她历经太祖、太宗、世祖和圣祖4个朝代，是其间一切重大历史事件的见证人。 . Tô Ma Lạt Cô là một nhân vật hiếm thấy trong lịch sử Thanh sơ, cả đời cùng hoàng thất triều Thanh gắn bó như keo sơn. Thân phận của bà gần là một người Thị nữ, lại được thành viên hoàng thất coi là chí thân, tựa như người nhà. Bà ở trong cung danh phận cũng không tính cao, cùng hoàng thất cũng không tồn tại thân duyên quan hệ, sau khi chết lại được an táng bằng lễ Tần vị. Bà cứ thế trải qua Thái Tổ, Thái Tông, Thế tổ cùng Thánh Tổ tới bốn cái triều đại, là nhân chứng ở giữa chứng kiến hết thảy sự kiện lịch sử trọng đại. | ” |
| — Lịch sử chân thật của Tô Ma Lạt Cô (历史上真实的苏麻喇姑) - Từ Quảng Nguyên (徐广源) | |   |

| “                      | 苏麻喇姑心灵手巧，在裁剪方面也是行家里手，凡她做的衣服，既合身，又美观，因此曾参与清朝衣冠饰样的制定。 . Tô Ma Lạt Cô tâm linh thủ xảo, ở phương diện cắt may cũng là người thạo nghề. Phàm những quần áo bà làm ra, đã vừa người lại đẹp đẽ, bởi vậy từng tham dự việc chế định sức dạng y quan của triều Thanh. | ” |
| — Tân hoa báo (新华网) | |   |

| “                                            | 姑性好佛法，暮年持素。终岁不沐浴，惟除夕日量为洗濯。将其秽水自饮，以为忏悔云。 . Tô Ma Lạt Cô, thích Phật pháp, tuổi già hay ăn chay. Những năm tháng cuối đời bà không tắm gội gì, riêng ngày Trừ tịch thì lại tắm rửa, lấy nước tắm ấy tự uống vào, cho là phép sám hối vậy. | ” |
| — Khiếu đình tạp lục (啸亭续录) - Chiêu Liên | |   |

## Trong văn hóa đại chúng
| Năm  | Phim ảnh truyền hình              | Diễn viên    |
| 1993 | Khang Hi đại đế (康熙大帝)        | Chu Na       |
| 2001 | Khang Hi vương triều (康熙王朝)   | Như Bình     |
| 2012 | Hiếu Trang bí sử (孝庄秘史)       | Hồ Tĩnh      |
| 2018 | Tô Mạt Nhi truyền kỳ (苏茉儿传奇) | Đỗ Nhược Khê |